# Pakostov
Pakostov és un poble i municipi d'Eslovàquia. Es troba a la regió de Prešov, al nord del país.

## Història
La primera referència escrita de la vila data del 1567.

## Demografia
| Godina             | 1994 | 2004   | 2014   | 2024   |
| ------------------ | ---- | ------ | ------ | ------ |
| Nombre de persones | 503  | 495    | 463    | 434    |
| Diferència         |      | −1,59% | −6,46% | −6,26% |

| Godina             | 2023 | 2024   |
| ------------------ | ---- | ------ |
| Nombre de persones | 445  | 434    |
| Diferència         |      | −2,47% |